# Яковлев, Иван Иванович (архитектор)
Иван Иванович Яковлев (1872—1926) — русский архитектор; работал преимущественно в Санкт-Петербурге.

## Биография
Родился в 1872 году в Вятской губернии.
В 1893 году поступил в Академию художеств, 2 ноября 1900 года получил звание художника-архитектора за «проект гостиницы-санатории на юге». В эти же годы он познакомился с Анной Ивановной Киселёвой, позднее они поженились, у супругов родились трое детей. Иван Иванович занимался проектированием и строительством городских училищных и частных доходных домов. В начале XX века он был сотрудником канцелярии обер-прокурора Синода и возводил церкви и сопутствующие постройки.
В 1920-х годах проживал с семьёй в доме, который построил в соавторстве с Алексеем Зазерским, по адресу Каменноостровский пр. (бульвар Красных Зорь), 73-75.
Умер в 1926 году. Был похоронен на Волковском лютеранском кладбище, на фото от 11.11.2014 стандартная раковина с каменным крестом и овальной эмалированной табличкой: «Архитектор Иван Иванович Яковлев 1872—1926».

## Проекты

### Санкт-Петербург
- Расширение приделов Успенской церкви (1902—1903), не сохранилась, Сенная пл. — Садовая ул., 40[7];
- Здание Николаевского кавалерийского училища / Домовая церковь (1903) (?), Дровяная ул., 12[7];
- Троицкая церковь на Смоленском православном кладбище, в соавторстве с Михаилом Преображенским (1904—1905). Не сохранилась[2];
- Доходный дом Смоленского православного кладбища (1904—1905)[2], 17 линия В. О., 70 / Камская ул., 12;
- Училищный Дом имени А. С. Пушкина (1905—1907), ул. Мира, 18;
- Дом благотворительного общества при Петропавловской больнице (1909), Петропавловская ул., 2 — ул. Льва Толстого, 4[7];
- Кооперативный дом 3-го Петроградского товарищества собственников квартир, в соавторстве с Алексеем Зазерским (1913—1914), Каменноостровский пр., 73-75 / ул. Академика Павлова, 16[2];
- Городской училищный дом им. М. Ю. Лермонтова (1905—1906), Лермонтовский пр., 52[2];
- Здание лечебницы нервных и душевных болезней А. Э. Бари (1910)[2], 5 линия В. О., 58;
- Доходный дом купца М. Н. Полежаева (1913—1915), ул. Старорусская, д. 5 / ул. Новгородская, д. 3[8];
- Доходный дом (1909), Средний пр. В. О., 27[2];
- Церковь детского приюта во имя Царицы Небесной (1913—1915), начата А. И. Балинским, ул. Воскова, д. 1[2];
- Городской училищный дом в память 19 февраля 1861 г. (1911), 22-я линия В.О., 7[9].
- Городской училищный дом им. Н. В. Гоголя (1911—1912), 9-я Советская ул., 4-6[7];
- Доходный дом (1911), ул. Красного Курсанта, 9а — М. Гребецкая ул., 4[7];
- Надстройка доходного дома (1912—1913), Литейный пр., 9[7];
- Здание реального училища им. Цесаревича Алексея Николаевича (1911—1912), Кузнечный пер., 14а[7];

### Ленинградская область
- Церковь Казанской иконы Божией Матери в Изваре (1917)[10].
- Деревянные дома (12 бараков), два флигеля для служителей, лазарет и столовая с церковью-школой для летнего отдыха воспитанников колонии детских приютов Городской думы. Располагались в усадьбе «Медное» (с 1977 года — территория Кировского района ЛенОбласти) у ручья Безымянного на высоком берегу р. Мойки по дороге в дер. Мустолово, построены в 1906—1916 гг.[11][12].